# Mike Adam
Mike Adam (n. 3 iunie 1981, Labrador City⁠(d), Newfoundland, Canada) este un jucător de curl ce a reprezentat Canada, medaliat olimpic. A participat la o ediție a Jocurilor Olimpice (2006) în care a câștigat o medalie de aur.

## Participări
Lista de mai jos prezintă principalele competiții la care a participat Mike Adam de-a lungul carierei.
- Curling ai XX Giochi olimpici invernali[*]